# Grand Noir de la Calmette
Grand Noir de la Calmette, ou simplement Grand noir, est un cépage noir teinturier, qui est un croisement entre Petit Bouschet et Aramon créé en 1855 par le viticulteur français Henri Bouschet à Mauguio (Hérault).

## Histoire
Le Grand Noir de la Calmette a été créé en 1855 par le viticulteur français Henri Bouschet dans le Domaine de la Calmette, près de Montpellier. C'est un croisement de l'espèce Vitis vinifera entre Petit Bouschet et Aramon. Il a été rapidement présenté au UC Davis Department of Viticulture and Enology à l'Université de Californie à Davis. Les vignes ont été mal identifiées, jusqu'à récemment où des ampélographes ont découvert des anomalies.
Le réel Grand Noir de la Calmette n'existe aujourd'hui que dans un vignoble à Windsor (comté de Sonoma), ayant des vieilles vignes remontant du début des années 1900.

## Synonymes
Au fil du temps, le Grand noir a été connu sous plusieurs dénominations : Galliko, Gkiobrek Kara, Gkranoba, Grand Bouschet (dans la région de l'Alentejo du Portugal), Gran Negro (en Espagne), Gran Noar, Gran Nuar de Lya Kalmett, Grand Chernyi, Granoir, Granua, Gros noir (dans les Pyrénées-Atlantiques), Gros Producteur, Kalmettei Fekete, Kalmettei Nagy Fekete, Pe de Perdiz, Pe de Pombo, Sousao do Oeste, Sumo tinto (au Portugal), Tinta, Tinta Fina, Tinta Francesa et Tinturao,.